# 2. ŽNL Osječko-baranjska NS Našice 2004./05.
Ligu je osvojio NK FEŠK Feričanci i u kvalifikacijama za 1. ŽNL Osječko-baranjsku izborio plasman u viši rang. Iz lige se u 3. ŽNL Osječko-baranjsku NS Našice ispali NK Brezik Brezik Našički i NK Dinamo Budimci.

## Tablica
| Mj. | Klub                        | Sus. | Pobj. | Nerj. | Por. | GR.    | Bod.       |
| --- | --------------------------- | ---- | ----- | ----- | ---- | ------ | ---------- |
| 1.  | NK FEŠK Feričanci           | 26   | 22    | 3     | 1    | 110:20 | 69         |
| 2.  | NK Omladinac Vukojevci      | 26   | 16    | 5     | 5    | 55:30  | 52 (-1) ↓1 |
| 3.  | NK Lila                     | 26   | 12    | 8     | 6    | 56:43  | 44         |
| 4.  | NK Vihor Jelisavac          | 26   | 13    | 3     | 10   | 42:35  | 42         |
| 5.  | NK DIK Đurđenovac           | 26   | 12    | 3     | 11   | 62:38  | 39         |
| 6.  | NK Mladost Stipanovci       | 26   | 11    | 6     | 9    | 44:45  | 39         |
| 7.  | NK Omladinac Niza           | 26   | 12    | 2     | 12   | 42:50  | 38         |
| 8.  | NK Lađanska                 | 26   | 11    | 5     | 10   | 52:62  | 38         |
| 9.  | NK Mladost Našička Breznica | 26   | 10    | 5     | 11   | 35:47  | 35         |
| 10. | NK Zoljan                   | 26   | 10    | 4     | 12   | 50:64  | 34         |
| 11. | NK Radnik Šipovac           | 26   | 10    | 3     | 13   | 42:53  | 33         |
| 12. | NK Sloga Podgorač           | 26   | 8     | 5     | 13   | 44:57  | 29         |
| 13. | NK Brezik Brezik Našički    | 26   | 5     | 4     | 17   | 30:62  | 19         |
| 14. | NK Dinamo Budimci           | 26   | 1     | 2     | 23   | 16:74  | 5          |

## Rezultati
| NK DIK Đurđenovac - NK Brezik Brezik Našički 2:2 NK Sloga Podgorač - NK Lađanska 5:2 NK Radnik Šipovac - NK Vihor Jelisavac 0:3 NK Lila - NK Dinamo Budimci 5:1 NK Zoljan - NK Mladost Našička Breznica 4:0 NK FEŠK Feričanci - NK Omladinac Niza 8:0 NK Mladost Stipanovci - NK Omladinac Vukojevci 1:1    | NK Mladost Stipanovci - NK FEŠK Feričanci 0:2 NK Omladinac Niza - NK Zoljan 4:2 NK Mladost Našička Breznica - NK Lila 2:1 NK Dinamo Budimci - NK Radnik Šipovac 0:3 NK Vihor Jelisavac - NK Sloga Podgorač 1:0 NK Lađanska - NK DIK Đurđenovac 1:4 NK Omladinac Vukojevci - NK Brezik Brezik Našički 3:0 | NK Zoljan - NK Mladost Stipanovci 1:3 NK Lila - NK Omladinac Niza 3:0 NK Radnik Šipovac - NK Mladost Našička Breznica 5:1 NK Sloga Podgorač - NK Dinamo Budimci 1:0 NK DIK Đurđenovac - NK Vihor Jelisavac 1:2 NK Brezik Brezik Našički - NK Lađanska 4:1 NK FEŠK Feričanci - NK Omladinac Vukojevci 2:0 |
| NK Mladost Stipanovci - NK Lila 0:3 NK FEŠK Feričanci - NK Zoljan 5:2 NK Omladinac Niza - NK Radnik Šipovac 1:3 NK Mladost Našička Breznica - NK Sloga Podgorač 4:1 NK Dinamo Budimci - NK DIK Đurđenovac 0:3 NK Vihor Jelisavac - NK Brezik Brezik Našički 3:1 NK Omladinac Vukojevci - NK Lađanska 0:3    | NK Radnik Šipovac - NK Mladost Stipanovci 2:2 NK Lila - NK FEŠK Feričanci 1:1 NK Sloga Podgorač - NK Omladinac Niza 1:0 NK DIK Đurđenovac - NK Mladost Našička Breznica 4:1 NK Brezik Brezik Našički - NK Dinamo Budimci 4:0 NK Lađanska - NK Vihor Jelisavac 4:1 NK Zoljan - NK Omladinac Vukojevci 0:5 | NK Mladost Stipanovci - NK Sloga Podgorač 2:1 NK FEŠK Feričanci - NK Radnik Šipovac 6:0 NK Zoljan - NK Lila 2:2 NK Omladinac Niza - NK DIK Đurđenovac 4:2 NK Mladost Našička Breznica - NK Brezik Brezik Našički 2:0 NK Dinamo Budimci - NK Lađanska 0:3 NK Omladinac Vukojevci - NK Vihor Jelisavac 3:0 |
| NK DIK Đurđenovac - NK Mladost Stipanovci 2:2 NK Sloga Podgorač - NK FEŠK Feričanci 4:4 NK Radnik Šipovac - NK Zoljan 1:2 NK Brezik Brezik Našički - NK Omladinac Niza 2:2 NK Lađanska - NK Mladost Našička Breznica 3:1 NK Vihor Jelisavac - NK Dinamo Budimci 2:0 NK Lila - NK Omladinac Vukojevci 3:0 ↓2 | NK Mladost Stipanovci - NK Brezik Brezik Našički 3:0 NK FEŠK Feričanci - NK DIK Đurđenovac 3:0 NK Zoljan - NK Sloga Podgorač 1:2 NK Lila - NK Radnik Šipovac 2:2 NK Omladinac Niza - NK Lađanska 3:0 NK Mladost Našička Breznica - NK Vihor Jelisavac 2:2 NK Omladinac Vukojevci - NK Dinamo Budimci 3:2 | NK Lađanska - NK Mladost Stipanovci 1:1 NK Brezik Brezik Našički - NK FEŠK Feričanci 1:2 NK DIK Đurđenovac - NK Zoljan 7:0 NK Sloga Podgorač - NK Lila 0:2 NK Vihor Jelisavac - NK Omladinac Niza 1:0 NK Dinamo Budimci - NK Mladost Našička Breznica 0:2 NK Radnik Šipovac - NK Omladinac Vukojevci 1:2 |
| NK Mladost Stipanovci - NK Vihor Jelisavac 0:1 NK FEŠK Feričanci - NK Lađanska 9:2 NK Zoljan - NK Brezik Brezik Našički 2:0 NK Lila - NK DIK Đurđenovac 4:0 NK Radnik Šipovac - NK Sloga Podgorač 3:1 NK Omladinac Niza - NK Dinamo Budimci 3:1 NK Omladinac Vukojevci - NK Mladost Našička Breznica 2:1    | NK Dinamo Budimci - NK Mladost Stipanovci 1:2 NK Vihor Jelisavac - NK FEŠK Feričanci 2:1 NK Lađanska - NK Zoljan 4:1 NK Brezik Brezik Našički - NK Lila 2:1 NK DIK Đurđenovac - NK Radnik Šipovac 1:2 NK Mladost Našička Breznica - NK Omladinac Niza 0:1 NK Sloga Podgorač - NK Omladinac Vukojevci 0:1 | NK Mladost Stipanovci - NK Mladost Našička Breznica 3:0 NK FEŠK Feričanci - NK Dinamo Budimci 4:0 NK Zoljan - NK Vihor Jelisavac 2:4 NK Lila - NK Lađanska 2:2 NK Radnik Šipovac - NK Brezik Brezik Našički 3:0 NK Sloga Podgorač - NK DIK Đurđenovac 3:1 NK Omladinac Vukojevci - NK Omladinac Niza 3:0 |
| NK Omladinac Niza - NK Mladost Stipanovci 4:2 NK Mladost Našička Breznica - NK FEŠK Feričanci 0:2 NK Dinamo Budimci - NK Zoljan 1:4 NK Vihor Jelisavac - NK Lila 0:2 NK Lađanska - NK Radnik Šipovac 2:1 NK Brezik Brezik Našički - NK Sloga Podgorač 2:2 NK DIK Đurđenovac - NK Omladinac Vukojevci 0:1    | NK Brezik Brezik Našički - NK DIK Đurđenovac 0:3 NK Lađanska - NK Sloga Podgorač 2:2 NK Vihor Jelisavac - NK Radnik Šipovac 5:0 NK Dinamo Budimci - NK Lila 1:3 NK Mladost Našička Breznica - NK Zoljan 1:0 NK Omladinac Niza - NK FEŠK Feričanci 0:6 NK Omladinac Vukojevci - NK Mladost Stipanovci 1:0 | NK FEŠK Feričanci - NK Mladost Stipanovci 5:0 NK Zoljan - NK Omladinac Niza 2:1 NK Lila - NK Mladost Našička Breznica 1:1 NK Radnik Šipovac - NK Dinamo Budimci 2:0 NK Sloga Podgorač - NK Vihor Jelisavac 2:2 NK DIK Đurđenovac - NK Lađanska 4:0 NK Brezik Brezik Našički - NK Omladinac Vukojevci 0:4 |
| NK Mladost Stipanovci - NK Zoljan 4:3 NK Omladinac Niza - NK Lila 1:2 NK Mladost Našička Breznica - NK Radnik Šipovac 2:1 NK Dinamo Budimci - NK Sloga Podgorač 1:2 NK Vihor Jelisavac - NK DIK Đurđenovac 2:1 NK Lađanska - NK Brezik Brezik Našički 2:0 NK Omladinac Vukojevci - NK FEŠK Feričanci 1:3    | NK Lila - NK Mladost Stipanovci 4:0 NK Zoljan - NK FEŠK Feričanci 0:6 NK Radnik Šipovac - NK Omladinac Niza 1:2 NK Sloga Podgorač - NK Mladost Našička Breznica 1:2 NK DIK Đurđenovac - NK Dinamo Budimci 7:0 NK Brezik Brezik Našički - NK Vihor Jelisavac 3:2 NK Lađanska - NK Omladinac Vukojevci 2:2 | NK Mladost Stipanovci - NK Radnik Šipovac 2:1 NK FEŠK Feričanci - NK Lila 7:1 NK Omladinac Niza - NK Sloga Podgorač 3:0 NK Mladost Našička Breznica - NK DIK Đurđenovac 1:3 NK Dinamo Budimci - NK Brezik Brezik Našički 1:2 NK Vihor Jelisavac - NK Lađanska 1:0 NK Omladinac Vukojevci - NK Zoljan 3:1 |
| NK Sloga Podgorač - NK Mladost Stipanovci 0:1 NK Radnik Šipovac - NK FEŠK Feričanci 0:3 NK Lila - NK Zoljan 3:3 NK DIK Đurđenovac - NK Omladinac Niza 5:0 NK Brezik Brezik Našički - NK Mladost Našička Breznica 0:2 NK Lađanska - NK Dinamo Budimci 4:0 NK Vihor Jelisavac - NK Omladinac Vukojevci 2:2    | NK Mladost Stipanovci - NK DIK Đurđenovac 0:1 NK FEŠK Feričanci - NK Sloga Podgorač 8:0 NK Zoljan - NK Radnik Šipovac 2:1 NK Omladinac Niza - NK Brezik Brezik Našički 4:1 NK Mladost Našička Breznica - NK Lađanska 0:1 NK Dinamo Budimci - NK Vihor Jelisavac 0:4 NK Omladinac Vukojevci - NK Lila 5:0 | NK Brezik Brezik Našički - NK Mladost Stipanovci 1:4 NK DIK Đurđenovac - NK FEŠK Feričanci 0:1 NK Sloga Podgorač - NK Zoljan 2:3 NK Radnik Šipovac - NK Lila 1:1 NK Lađanska - NK Omladinac Niza 2:1 NK Vihor Jelisavac - NK Mladost Našička Breznica 0:1 NK Dinamo Budimci - NK Omladinac Vukojevci 3:1 |
| NK Mladost Stipanovci - NK Lađanska 7:2 NK FEŠK Feričanci - NK Brezik Brezik Našički 4:0 NK Zoljan - NK DIK Đurđenovac 2:0 NK Lila - NK Sloga Podgorač 3:3 NK Omladinac Niza - NK Vihor Jelisavac 1:0 NK Mladost Našička Breznica - NK Dinamo Budimci 1:0 NK Omladinac Vukojevci - NK Radnik Šipovac 5:2    | NK Vihor Jelisavac - NK Mladost Stipanovci 0:1 NK Lađanska - NK FEŠK Feričanci 3:3 NK Brezik Brezik Našički - NK Zoljan 2:2 NK DIK Đurđenovac - NK Lila 3:0 NK Sloga Podgorač - NK Radnik Šipovac 6:0 NK Dinamo Budimci - NK Omladinac Niza 0:1 NK Mladost Našička Breznica - NK Omladinac Vukojevci 2:2 | NK Mladost Stipanovci - NK Dinamo Budimci 2:2 NK FEŠK Feričanci - NK Vihor Jelisavac 4:0 NK Zoljan - NK Lađanska 6:1 NK Lila - NK Brezik Brezik Našički 3:1 NK Radnik Šipovac - NK DIK Đurđenovac 3:0 NK Omladinac Niza - NK Mladost Našička Breznica 2:2 NK Omladinac Vukojevci - NK Sloga Podgorač 2:0 |
| NK Mladost Našička Breznica - NK Mladost Stipanovci 2:2 NK Dinamo Budimci - NK FEŠK Feričanci 1:5 NK Vihor Jelisavac - NK Zoljan 1:2 NK Lađanska - NK Lila 4:2 NK Brezik Brezik Našički - NK Radnik Šipovac 1:2 NK DIK Đurđenovac - NK Sloga Podgorač 6:2 NK Omladinac Niza - NK Omladinac Vukojevci 0:1    | NK Mladost Stipanovci - NK Omladinac Niza 0:4 NK FEŠK Feričanci - NK Mladost Našička Breznica 6:2 NK Zoljan - NK Dinamo Budimci 1:1 NK Lila - NK Vihor Jelisavac 2:1 NK Radnik Šipovac - NK Lađanska 2:1 NK Sloga Podgorač - NK Brezik Brezik Našički 3:1 NK Omladinac Vukojevci - NK DIK Đurđenovac 2:2 | |